# Kamelopelopia petersi
Kamelopelopia petersi är en tvåvingeart som först beskrevs av Freeman 1955.  Kamelopelopia petersi ingår i släktet Kamelopelopia och familjen fjädermyggor.
Artens utbredningsområde är Kongo. Inga underarter finns listade i Catalogue of Life.